# Newton Mendonça
Newton Mendonça (né Newton Ferreira de Mendonça le 14 février 1927 à Rio de Janeiro, mort le 22 novembre 1960) est un pianiste et compositeur brésilien. 

## Biographie
Il a commencé sa carrière en tant que pianiste en 1950, et commence à travailler avec Antônio Carlos Jobim en 1953. Il est connu pour avoir co-composé les standards de la Bossa nova que sont Desafinado, Meditação, et Samba de uma nota só (One Note Samba). Il est considéré comme un des fondateurs de la Bossa nova.
Il a une première attaque cardiaque en 1959, et meurt en 1960 d'une autre attaque.

## Compositions
- Foi a Noite
- Meditaçao
- Samba de uma nota só
- Desafinado